# Richard von Kühlmann
Richard von Kühlmann (Costantinopoli, 3 maggio 1873 – Ohlstadt, 16 febbraio 1948) è stato un diplomatico, politico e industriale tedesco, ministro degli Affari Esteri dell'Impero tedesco durante la Prima guerra mondiale (dall'agosto 1917 al luglio 1918) e negoziatore della delegazione tedesca per il Trattato di pace di Brest-Litovsk  che pose fine alla guerra tra la Germania e la Russia sovietica nel marzo 1918.

## Biografia
Richard von Kühlmann proveniva da una famiglia della Franconia. Suo padre Otto von Kühlmann (1834-1915) era un avvocato, membro della Camera dei deputati bavarese, in seguito capo della società operativa degli Chemins de fer Orientaux nella parte europea dell'Impero Ottomano e direttore generale dello Chemin de fer Ottomano d'Anatolia. Sua madre era Anna, nata Freiin von Redwitz-Schmölz (1852-1924), figlia del poeta Oskar Freiherr von Redwitz e di sua moglie Mathilde, nata Hoscher. Sua sorella Gitta era sposata con lo scrittore e mecenate Alfred Walter von Heymel. Il padre stabilì la nobiltà della famiglia Kühlmann quando fu elevato alla nobiltà ereditaria il 15 giugno 1892.
Richard trascorse la sua prima infanzia a Costantinopoli. Lì frequentò una scuola tedesca. Nei suoi ricordi trovava positiva la severità di suo padre, soprattutto per quanto riguarda il primo sviluppo delle sue competenze linguistiche in inglese e francese. Durante i suoi primi viaggi in Germania fu influenzato dai racconti storici di suo nonno Oskar von Redwitz. Richard von Kühlmann studiò giurisprudenza all'Università di Lipsia, all'Università Humboldt di Berlino e all'Università Ludwig Maximilian di Monaco.

### Carriera diplomatica (1899-1914)
Dopo essersi laureato in giurisprudenza nel 1896 ed aver effettuato il servizio militare presso gli Ulani di Bamberga, Kühlmann entrò nel servizio diplomatico nel 1899. Inizialmente fu impiegato come segretario di legazione presso l'ambasciata tedesca a San Pietroburgo e successivamente arrivò all'ambasciata tedesca a Teheran, dove vide presto il graduale riavvicinamento tra Gran Bretagna e Russia che stava avvenendo in quel periodo.
Al momento della prima crisi marocchina nel 1905, Kühlmann era impiegato presso l'ambasciata a Tangeri. Attirò l'attenzione come compagno del Kaiser Guglielmo II durante il viaggio a Tangeri, cosa che fu vista come una provocazione dalla Francia, che considerava il Marocco come la sua sfera di influenza. Nel 1906 Kühlmann fu nominato consigliere di legazione all'Aia e nel 1908 fu trasferito all'ambasciata tedesca a Londra come consigliere d'ambasciata; vi rimase attivo allo scoppio della Prima guerra mondiale nel 1914. 
Come gli ambasciatori von Metternich e von Lichnowsky, in quel periodo sosteneva un compromesso tedesco-inglese. Secondo Kühlmann, ciò avrebbe potuto essere raggiunto senza la pressione degli armamenti della flotta. Alla fine del 1913, Kühlmann negoziò per conto del governo del Reich con i rappresentanti del Ministero degli esteri e delle colonie britannico una futura divisione delle colonie portoghesi e belghe nell'Africa centrale. L'accordo da lui negoziato fu approvato dal governo di Berlino e firmato nell'ottobre 1913 dal segretario di Stato dell'Ufficio coloniale del Reich Wilhelm Solf. Dal punto di vista del contenuto, le due parti contraenti convennero che in futuro la Germania avrebbe rivendicato l'Angola, ad eccezione della zona di confine con la Rhodesia del Nord, nonché São Tomé e Príncipe, mentre l'Inghilterra avrebbe dovuto ricevere il Mozambico meridionale.

### Ministro degli Esteri

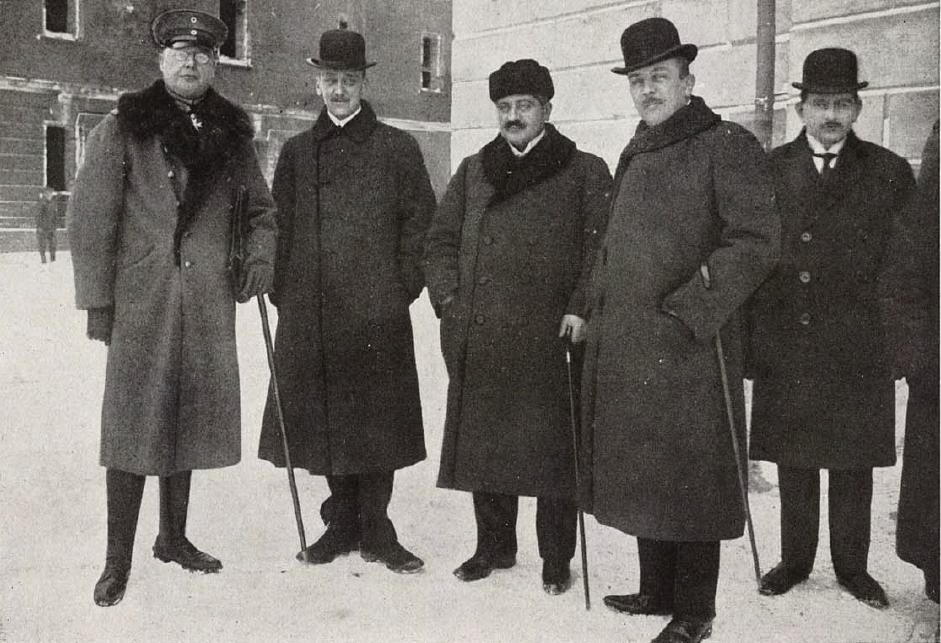
Richard von Kühlmann (davanti a destra) con il generale tedesco Max Hoffmann, il ministro degli Affari esteri austro-ungarico Ottokar Czernin, il ministro degli Interni dell'Impero Ottomano Talât Pascià (da sinistra a destra) a Brest-Litovsk

Dal 5 agosto 1917 al 9 luglio 1918 Kühlmann fu segretario di Stato al Ministero degli Esteri (l'equivalente del ministro degli Esteri). In questo ruolo, sostenne i sussidi tedeschi alla Pravda, il giornale del partito bolscevico, favorevole al ritiro immediato della Russia dalla guerra dopo la Rivoluzione di febbraio. Quando questo obiettivo fu raggiunto dopo la Rivoluzione d'ottobre, negoziò la "Pace del pane" con l'Ucraina e il Trattato di pace di Brest-Litovsk con la Russia sovietica per conto della leadership civile del Reich. Agì con moderazione nei confronti del Comando della Terza Armata senza ottenere il successo sperato.
Kühlmann respinse le richieste di Erich Ludendorff per il riconoscimento statale della Livonia, dell'Estonia e della Georgia e per lo spostamento del confine orientale - queste contraddicevano il trattato di pace con la Russia sovietica - ma non riuscì a prevalere con la sua tesi secondo cui la grande potenza Russia avrebbe sempre sviluppato un bisogno di espansione nelle province del Mar Baltico.
L'esecuzione del Trattato di Brest-Litovsk fu caratterizzata da aspre controversie tra Kühlmann da un lato e l'OHL - e soprattutto Erich Ludendorff - dall'altro. Il "concetto orientale" di Kühlmann era: nessun coinvolgimento in Oriente, ma piuttosto concentrazione di tutte le forze in Occidente, tenendo conto dei rapporti con l'Austria-Ungheria, dell'opinione pubblica in Germania e della decisiva offensiva occidentale. Convinto di questo punto di vista, in febbraio si oppose alla prevista ripresa delle ostilità con la Russia da parte di Ludendorff. Poiché la Russia non rappresentava una minaccia militare agli occhi di Kühlmann, si oppose all'idea dell'OHL e del Kaiser Guglielmo di eliminare il bolscevismo marciando su San Pietroburgo. La sua argomentazione principale era che, grazie al bolscevismo, la Russia si trovava in uno stato di debolezza e impotenza militare favorevole alla Germania. Inoltre, secondo Kühlmann, il governo dei bolscevichi garantiva, oltre alla frammentazione interna, la continua incapacità della Russia di formare alleanze. Questa valutazione portò Kühlmann alla conclusione che le potenze occidentali non avrebbero mai potuto accettare una Germania rafforzata dal potenziale russo, ma al contrario sarebbero state spinte da una politica tedesca di espansione e annessione all'Est a continuare la guerra a oltranza. Alla fine la Wilhelmstrasse riuscì a prevalere contro l'OHL nel suo rifiuto dell'intervento nella Russia rivoluzionaria, non tanto perché era convinto dalle argomentazioni di Kühlmann, quanto perché non aveva truppe a causa dei combattimenti sul fronte occidentale.
Nell'estate del 1918 Kühlmann, sostenitore di una pace compensativa, cercò di avviare negoziati segreti con Sir William Tyrrell nei Paesi Bassi per porre fine in modo sostenibile alla guerra che, ai suoi occhi, non poteva più essere vinta. Il Kaiser Guglielmo II, che inizialmente considerò l'approccio con benevolenza, alla fine lo respinse sotto la pressione del Comando Supremo dell'Esercito. Dopo un discorso al Reichstag nel giugno 1918, in cui Kühlmann dubitava cautamente di una vittoria esclusivamente militare e suggeriva una soluzione negoziata con la Gran Bretagna, il Comando Supremo dell'Esercito lo costrinse alle dimissioni.

### Pensionamento

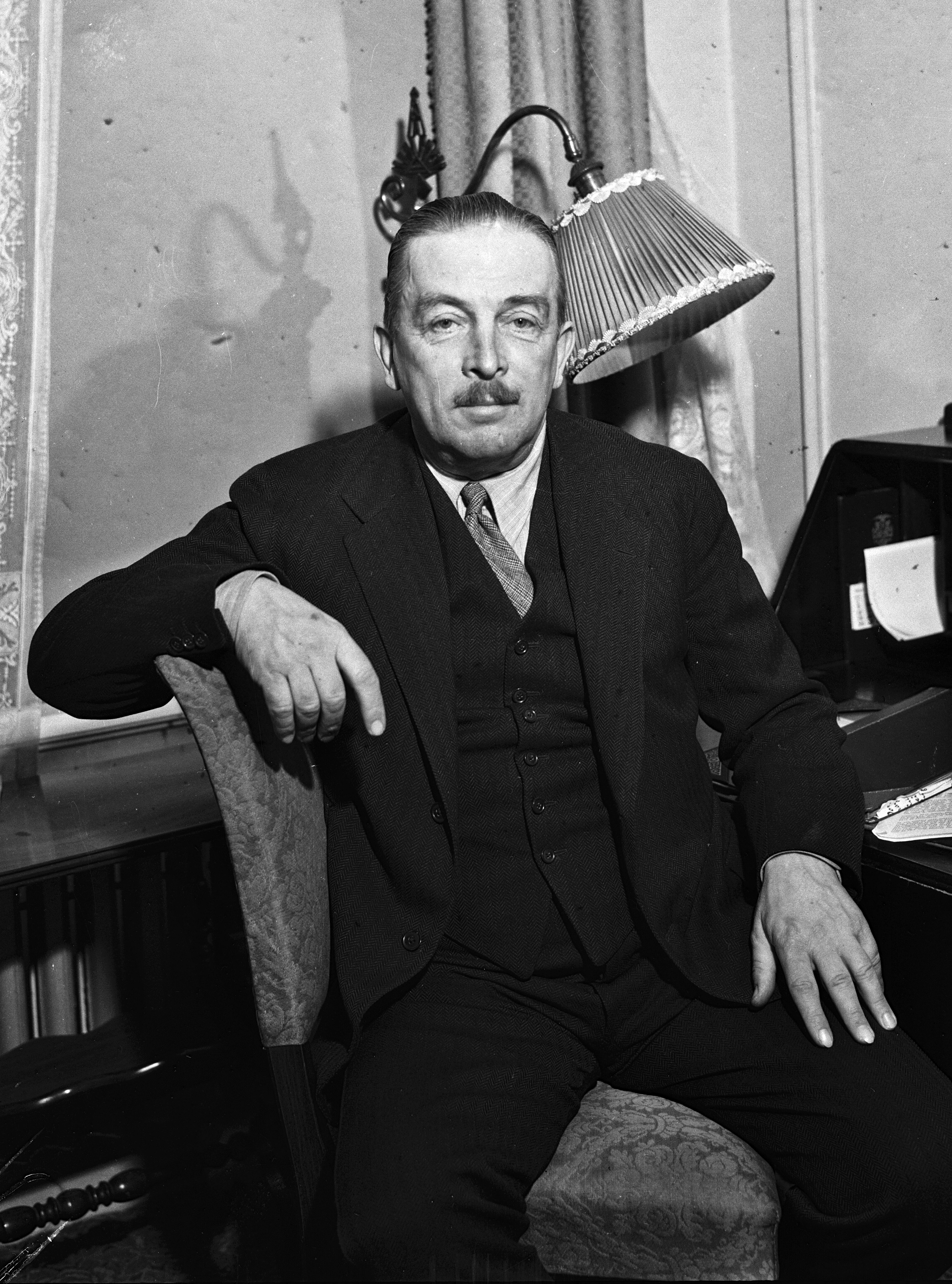
Richard von Kühlmann (1933)

Dopo la prima guerra mondiale Kühlmann si ritirò dal servizio diplomatico, scrisse libri e lavorò come amministratore immobiliare a Ohlstadt. Inoltre, in qualità di rappresentante della proprietà della famiglia Stumm, fu membro membro di diversi consigli di sorveglianza dell'industria siderurgica.
Nel 1928 Kühlmann assunse la presidenza dell'Associazione Culturale tedesca.
Fu solo nel 1932 che Kühlmann scrisse una prima versione delle sue memorie, che non pubblicò durante l'era nazista. Fu comunque nel 1939/40 che lavorò intensamente alle sue memorie, che furono pubblicate in stampa nel 1948. Il suo archivio privato bruciò durante un bombardamento su Berlino nel novembre 1943. Riuscì a salvare solo alcune parti della sua collezione d'arte fuori Berlino. Kühlmann terminò il manoscritto nel settembre 1944. In connessione con l'attentato ad Adolf Hitler il 20 luglio 1944, lui - come molti funzionari dell'Impero e della Repubblica di Weimar - fu arrestato nell'ottobre 1944 e rimase in custodia a Berlino-Moabit. Nel febbraio 1945 la Gestapo confiscò i restanti documenti. Solo nell'estate del 1947 consegnò il manoscritto all'editore. Non visse abbastanza da vederne la pubblicazione; morì prima che fossero apportate le prime correzioni.

## Vita privata
Il 25 gennaio 1906 sposò Margarete Freiin von Stumm (1884-1917), figlia maggiore del barone Hugo Rudolf von Stumm. Suo figlio era il politico e industriale tedesco Knut von Kühlmann-Stumm (1916-1977).